# 中国人民解放軍311基地
中国人民解放軍311基地（ちゅうごくじんみんかいほうぐん311きち、英語: PLA Base 311）は、福建省福州市に存在する中国人民解放軍の基地。戦略支援部隊の隷下にあり、三戦（輿論戦、心理戦、法律戦）に基づく対台湾工作を専門としている。部隊番号を用いて61716部隊（中国語: 61716部队、英語: PLA Unit 61716）と称されることもあるほか、世論戦・心理戦・法律戦基地（中国語: 舆论战心理战法律战基地、英語: Public Opinion Warfare, Psychological Warfare and Legal Warfare Base）と称されることもある。

## 概要
2005年に総政治部の管轄下として設立された。その後、軍改革によって戦略支援部隊（PLASSF）へ移管され、政治部あるいはネットワーク系統部の指揮下にあると考えられている。特に2011年以降、台湾に対する認知戦は311基地に集約されているとフランスの軍事学校戦略研究所（IRSEM）は指摘している。また、アメリカ合衆国の情報環境に関する調査も実施しており、対プロパガンダ法令の潜在的効果、米国政治におけるSNSの役割などに関してのレポートを発表している。
「311」の名称は「輿論戦、心理戦、法律戦」の三戦（3）、軍事作戦（1）、ネット上の情報作戦（1）の組み合わせだと推測されている。

## 沿革
出典:
- 1958年: 福建省に中国人民解放軍福建前線放送局（中国語: 中国人民解放军福建前线广播电台）が設立される
- 1984年: 中国人民解放軍福建前線放送局が海峡の声（中国語: 海峡之声）に改名される
- 1991年: 海峡の声の1部門が中国華芸広播公司として独立する
- 2005年: 311基地が設立される
- 2011年: 台湾への認知戦を行う役割が311基地に集約される
- 2015年: 311基地が中国人民解放軍戦略支援部隊（PLASSF）に移管される

## 所在地
中国の公的機関のWebサイトによると、福建省福州市鼓楼区梅竹路77号（北緯26度05分32秒 東経119度15分01秒 / 北緯26.092303度 東経119.250221度）に61716部隊が存在するとされている。しかし、百度地図を基にしたIRSEMの調査によると、この地点には「海豚游泳馆（イルカ遊泳館）」と称される公共用プールが存在しているため、この住所は郵便用のものにすぎず、実際の基地は別の場所に存在すると考えられている。明確な位置は明らかにになっていないものの、IRSEMの報告書では、このプールに隣接する華信トレーニングセンター（中国語: 华信培训中心、英語: Huaxin training center）内の建物（福建省福州市鼓楼区梅峰路3号、北緯26度05分47秒 東経119度15分25秒 / 北緯26.096462度 東経119.256923度）内に位置するとの説が示されている。

## 傘下にある部隊・団体
IRSEMや台湾軍の分析によると、311基地は傘下に以下のようなメディアおよび部隊を有しているとされる。

### 海峡の声
海峡の声（海峡之声广播电台、英語: Voice of the Strait、VTS）は人民解放軍が運営する台湾向けの放送局であり、中国語に加え、閩南語（台湾語）と客家語、英語での放送を行っている。
人民解放軍61023部隊が海峡の声と同一の住所で登録されており、実際には同部隊が運営しているとされる。また、61985部隊の部隊長だった人物が海峡の声のゼネラルマネージャーを務めていたことから、61985部隊も関与しているという説がある。
厦門と古田に支局があり、厦門は61839部隊、古田は61275部隊が管轄しているとされる。

### 中国華芸広播公司
中国華芸広播公司（中国語: 中国华艺广播公司、英語: China Huayi Broadcasting Corporation、CHBC）は海峡の声から独立した放送局である。
民間放送局を装っているが、本社が海峡の声と同じ住所にあるほか、61590部隊が関与しているとされる。

### 海風出版社
311基地の付近（福建省福州市鼓楼区鼓东路187号）に本社を置く出版社。61198部隊によって運営されているとされる。なお、61198部隊は311基地で翻訳を担っているともされる。

### ネットワークプロパガンダセンター
61070部隊は「ネットワークプロパガンダセンター」（中国語: 311基地网络中心、英語: Center for Network Propaganda for Base 311）として知られ、インターネット世論を担当している。ニュースサイトの「華夏経緯網」を運営しているとされる。
中国人民解放軍国防科技大学（NUDT）の教授が61070部隊で要職を務めており、同大学とも強い関係があるとされる。